# Рут д’Окситани
Рут д'Окситани (фр. Route d'Occitanie, долгое время называвшаяся Рут-дю-Сюд  фр. Route du Sud) — шоссейная многодневная велогонка проходящая по территории Франции с 1977 года.

## История

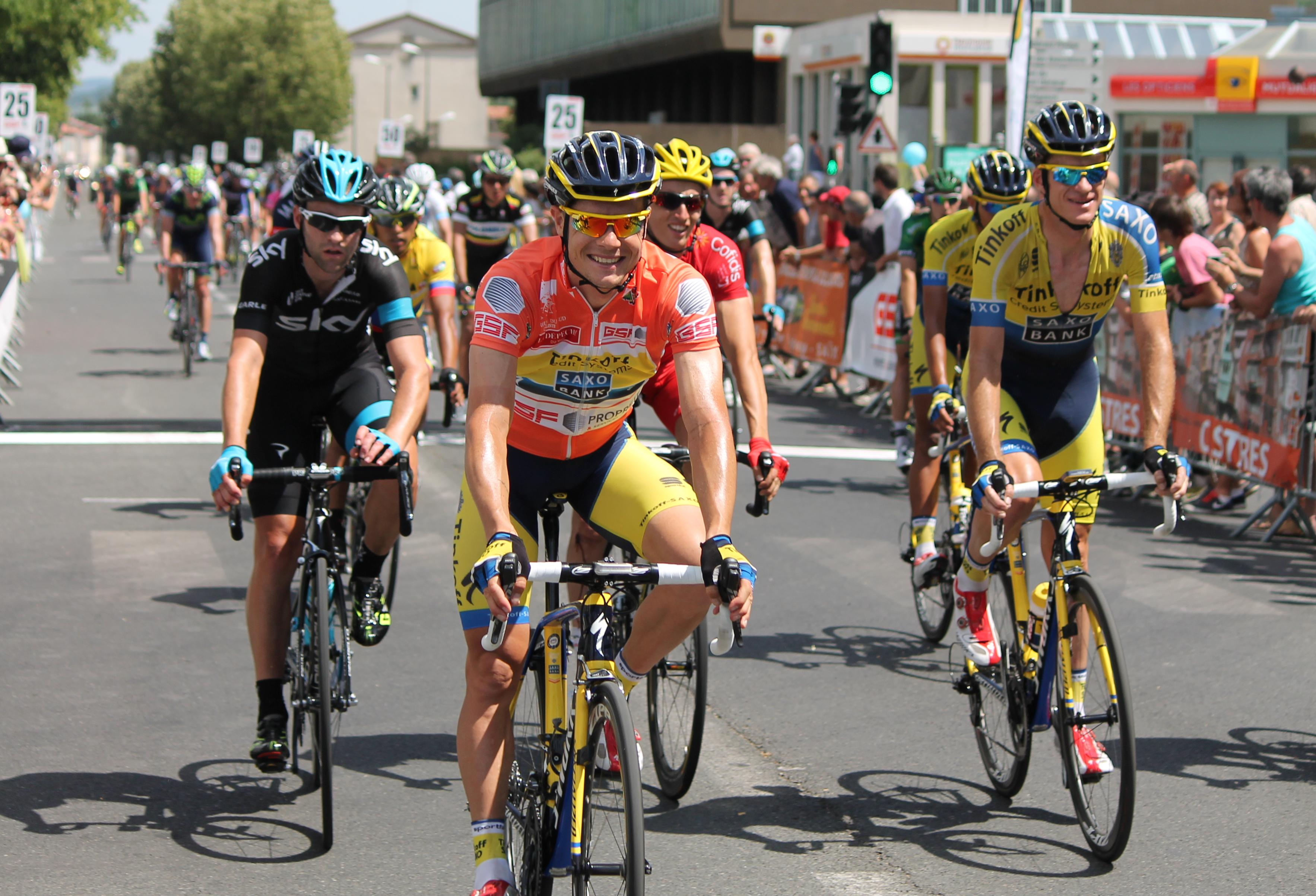
Николас Роуч победитель гонки 2014 года в Кастре

Гонка была создана в 1977 году по инициативе бывшего профессионального гонщика Жака Эсклассана который решил организовать велогонку на высоком уровне первоначально в регионе Тарн. Победитель пяти этапов Тур де Франс родом из Кастре. Так появился Тур дю Тарн (фр. Tour du Tarn), проводящийся в пределах региона. Для своего дебюта гонка имела успех: её выиграл её же организатор Жак Эсклассан, опередив молодого Бернара Ино, которому тогда было 22 года. Ино выиграет Тур де Франс пять раз, начав свою впечатляющую серию в следующем 1978 году. 
В 1982 году созревшая, как по организации так и по освещению в СМИ, гонка  начинает чувствовать что ей тесно в пределах границ налагаемых её названием Тур дю Тарн и превращается в Тур Юга Пиреней (фр. Tour Midi-Pyrénées). Гонка существенно меняется и становится главным велосипедным событием на юго-западе Франции, единственной профессиональной велогонкой проходящей на «большом юго-западе» страны.
В 1988 году, президент оргкомитета Фрэнсис Ауриас и его команда переименовывают гонку в Рут-дю-Сюд (фр. Route du Sud). Постепенно начинает появляться подходящий формат для хорошей гонки, а сама она обретает некоторую стабильность. Гонка знаменует собой конец первой части велосипедного сезона и является подготовкой к двум будущим событиям, которые занимают умы гонщиков: сначала национальные чемпионаты на шоссе, а затем Тур де Франс. Многие гонщики видят в этом соревновании последний шанс попасть на главное событие июля. Это особое место обеспечивает гонке широкое освещение в СМИ, телевидение, радио, газетах и Интернете. Кроме того она обеспечивает в середине июня соревновательную практику французским профессиональным командам. Действительно, Критериум Дофине проводится на неделю раньше, в то время как на Туре Швейцарии выступает относительно мало французских команд несмотря на то, что обе гонки с 2005 года входят в календарь сначала ПроТура UCI, а затем и Мирового тура UCI.
В том же 2005 году Рут-дю-Сюд входит в календарь UCI Europe Tour и повышает свою категорию с 2.3 до 2.1. Фрэнсис Ауриас, организатор, всегда был враждебен к системе, введённой Пэтом Маккуэйд. 
С начала 2000-х годов спонсором гонки является группа La Dépêche du Midi. Это неудивительно, поскольку компания, базирующаяся в Тулузе, распространяет свою ежедневную газету в тех же регионах, в которых проходит гонка. А именно Арьеж, Аверон, Верхняя Гаронна, Жер, Ло, Верхние Пиренеи, Тарн, Тарн и Гаронна, а также в департаментах Од и Ло и Гаронна.
С 2007 года Ауриас больше не является президентом организационного комитета. В конце 2006 года он уступил этот пост Андре Массы. Тем не менее, он продолжает вносить свой вклад в развитие гонки в качестве консультанта. В ноябре 2013 года директором гонки становится Пьер Каубин.
В 2018 году гонка сменила своё название на Рут д'Окситани (фр. Route d'Occitanie) в честь институционального партнёра региона Окситания.

## Логотип

Логотип гонки до 2017 года (Рут-дю-Сюд)

Старый логотип Рут-дю-Сюд представлял велогонщика на фоне Пиреней. Гонка проходит в основном в этих горах. На голубом небе присутствовали шесть звёзд. С 2018 года новый логотип использует цветовой код региона Окситании, с окситанским крестом в качестве переднего колеса и стилизованным велогонщиком, форма которого напоминает инициалы — "OC" Occitanie (Окситания).

## Классификации
— генеральная классификация
 — очковая классификация
 — горная классификация
 — молодёжная классификация
 — командная классификация

## Главные подъёмы
В случае наличии на вершину двух маршрутов, указаны характереисти обоих.

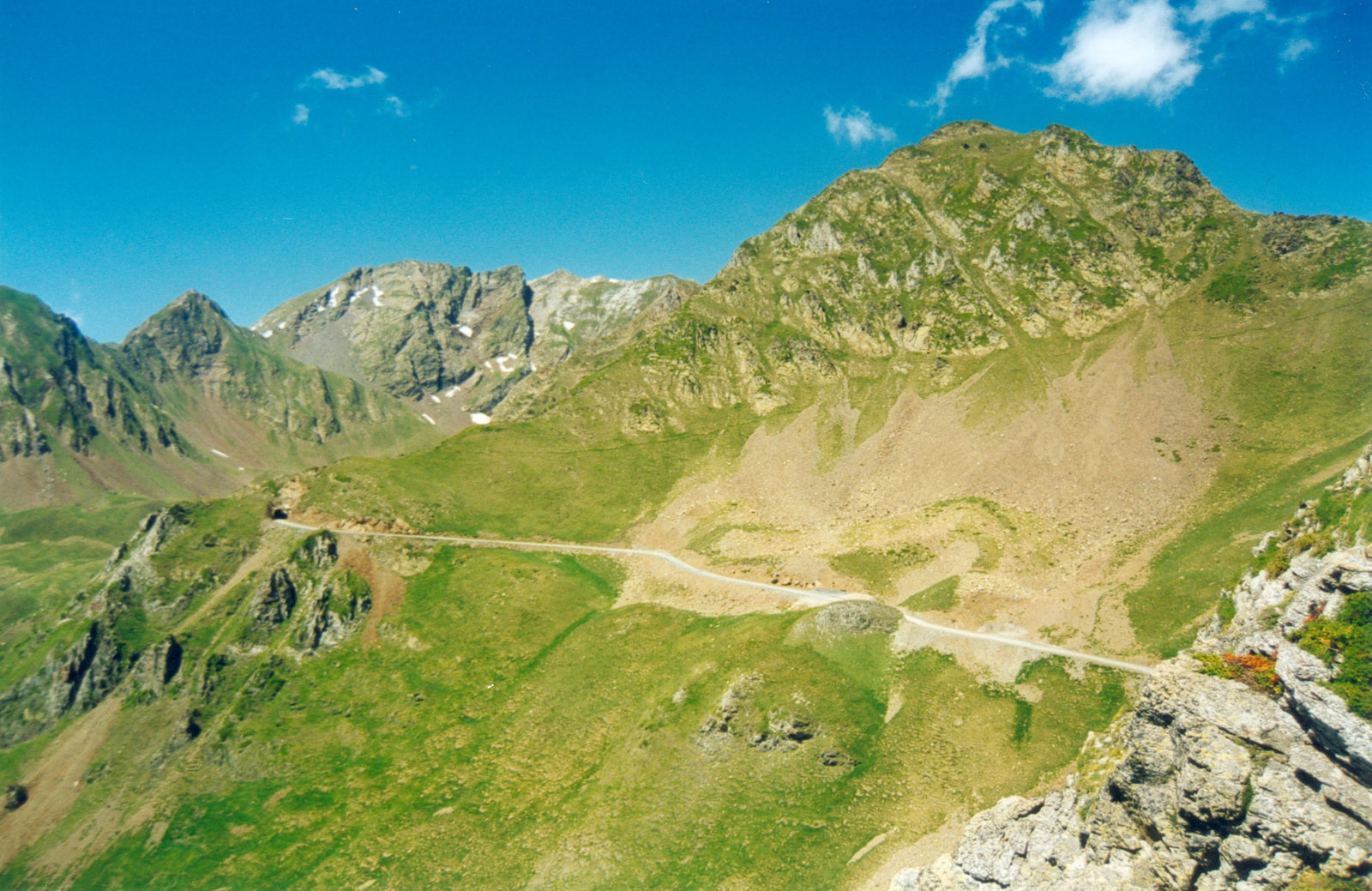
Col du Tourmalet

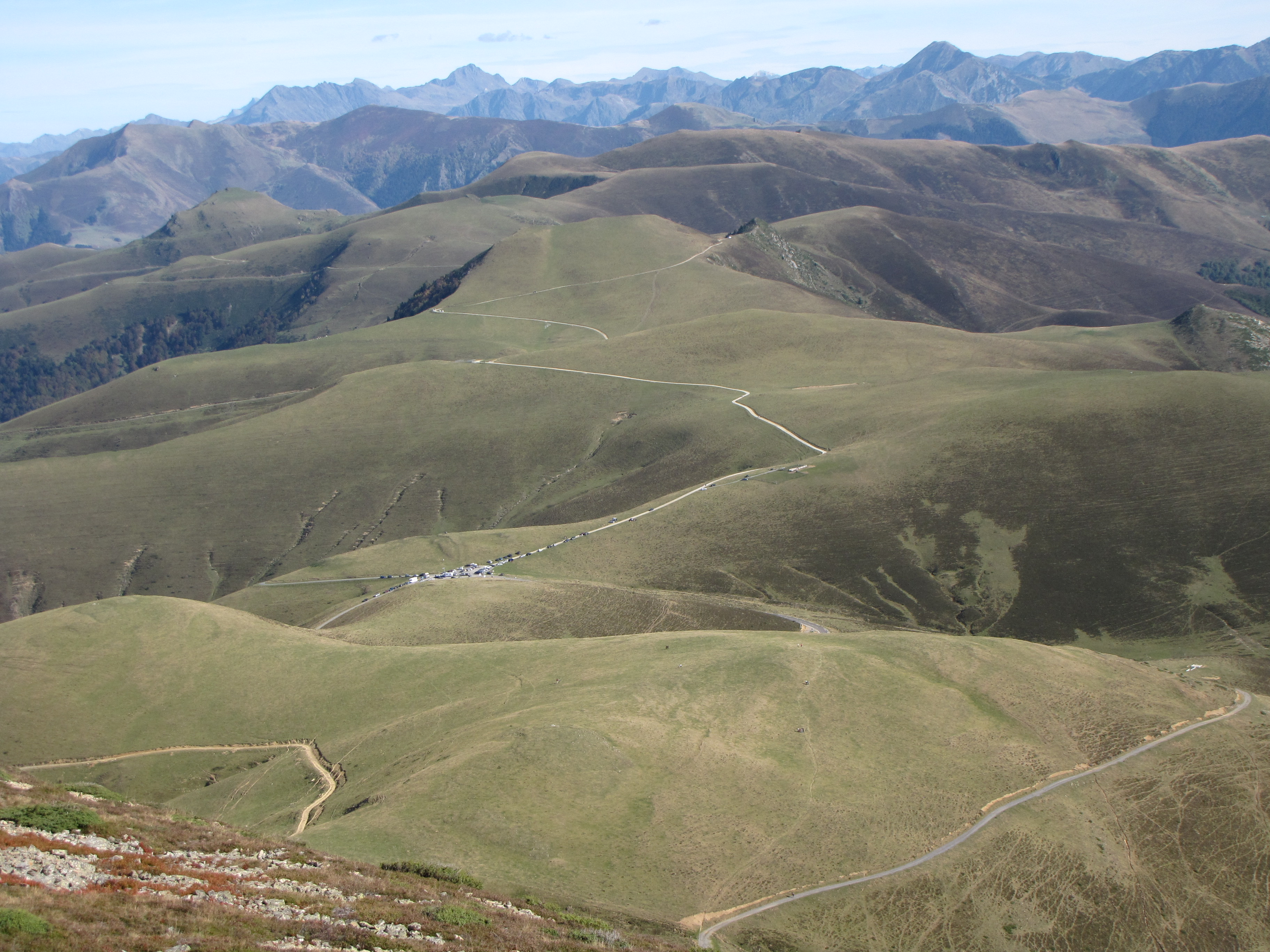
Port de Balès

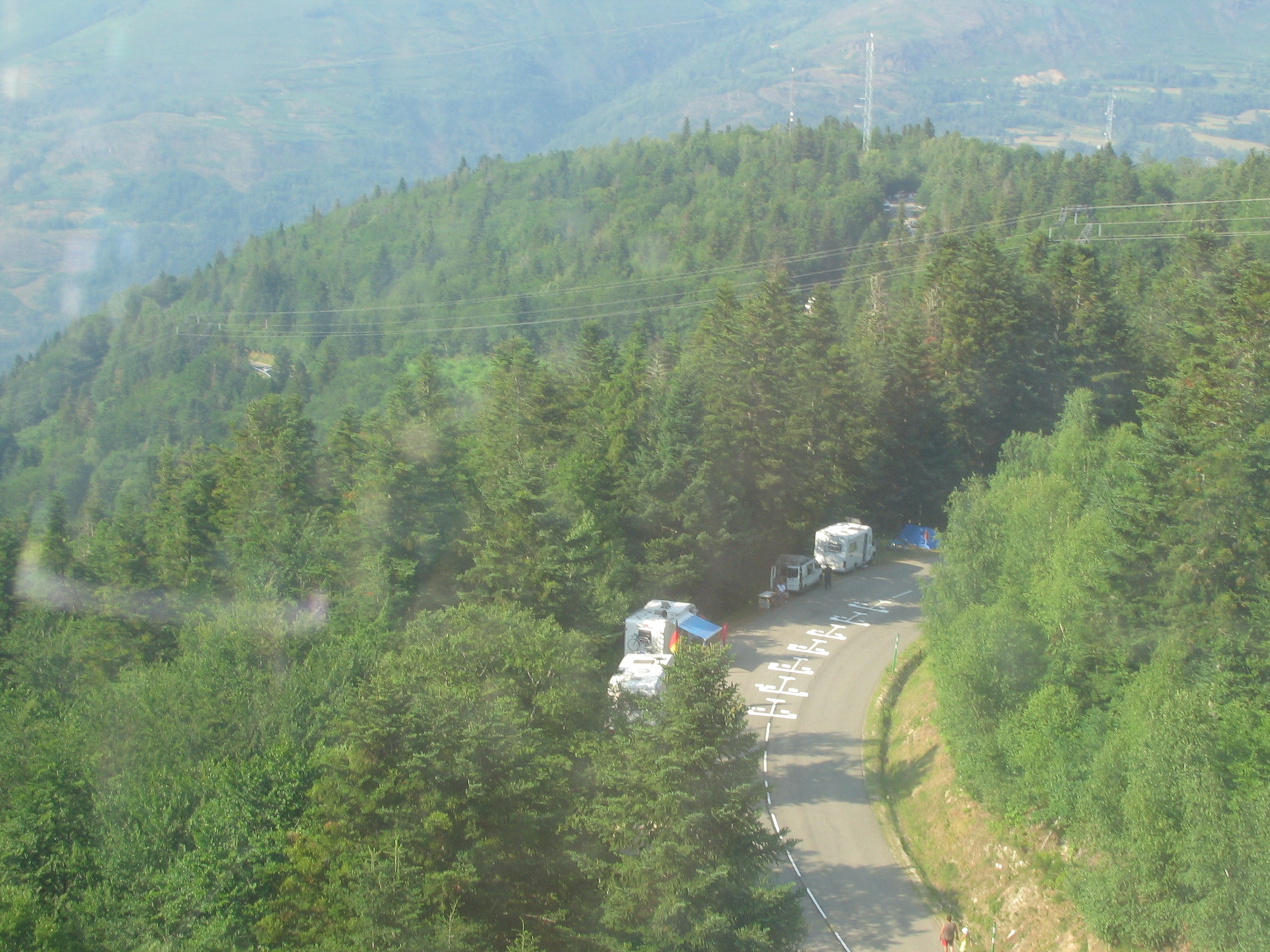
L’ascension d’Ax-3-Domaines.

- Col du Tourmalet (18,3 км с градиентом 7,7 %, альтитуда 2115м)
- Col du Tourmalet (16,9 км с градиентом 7,2 %, альтитуда 2115м)
- Col d'Aspin (12,8 км с градиентом 5,1 %, альтитуда 1489м)
- Col d'Aspin (12 км с градиентом 6,5 %, альтитуда 1489м)
- Col d'Azet (10,8 км с градиентом 7,5 %, альтитуда 1580м)
- Port de Balès (19,2 км с градиентом 6,2 %, альтитуда 1755м)
- Port de Balès (20,2 км с градиентом 5,6 %, альтитуда 1755м)
- Col de Peyresourde (8,3 км с градиентом 7,6 %, альтитуда 1589м)
- Col de Peyresourde (15,2 км с градиентом 6,1 %, альтитуда 1589м)
- Col du Soulor (20,1 км с градиентом 5 %, альтитуда 1474м)
- Col du Soulor] (22 км с градиентом 5 %, альтитуда 1474м)
- Col d'Agnès (10,2 км с градиентом 8,1 %, альтитуда 1570м)
- Col d'Agnès (17,6 км с градиентом 5,2 %, альтитуда 1570м)
- Col du Pradel (14,4 км с градиентом 6,6 %, альтитуда 1673м)
- Col du Pradel (12,6 км с градиентом 6,6 %, альтитуда 1673м)
- Col du Portillon] (10,2 км с градиентом 6,5 %, альтитуда 1293м)
- Col de Menté (9,3 км с градиентом 9,1 %, альтитуда 1349м)
- Col de Portet-d'Aspet (5,9 км с градиентом 6,8 %, альтитуда 1069м)
- Col de Port, Сора (9,7 км с градиентом 5,9 %, альтитуда 1249м)
- Port de Pailhères (10,6 км с градиентом 8,2 %, альтитуда 2001м)
- Col du Chioula (6,3 км с градиентом 2,9 %, альтитуда 1431м)
- Col d'Aubisque (30,1 км с градиентом 4,1 %, альтитуда 1709м)
- Col d'Aubisque (16,6 км с градиентом 7,2 %, альтитуда 1709м)
- Monts d'Olmes (14 км, альтитуда 1450м)
- Plateau de Beille (15,9 км с градиентом 7,9 %, альтитуда 1790м)
- Ax 3 Domaines (7,9 км с градиентом 8,3 %, альтитуда 1372м)

## Призёры
| Год                | Победитель            | Второй                   | Третий            |          |
| ------------------ | --------------------- | ------------------------ | ----------------- | -------- |
| Tour du Tarn       |                       |                          |                   |          |
| 1977               | Жак Эсклассан         | Бернар Ино               | Жан-Пьер Дангийом |          |
| 1978               | Пьер-Раймон Вильмьан  | Роже Леже                | Доминик Сандерс   |          |
| 1979               | Ивон Бертан           | Жак Боссис               | Бернар Ино        |          |
| 1980               | Жильбер Дюкло-Лассаль | Патрик Бонне             | Патрик Фрио       |          |
| 1981               | Жан-Рене Бернадо      | Марк Мадьо               | Грег Лемонд       |          |
| Tour Midi-Pyrénées |                       |                          |                   |          |
| 1982               | Франческо Мозер       | Жан-Рене Бернадо         | Мишель Лорен      |          |
| 1983               | Жильбер Дюкло-Лассаль | Шарли Мотте              | Стивен Роуч       |          |
| 1984               | Паскаль Симон         | Мишель Лорен             | Эдгар Корредор    |          |
| 1985               | Стивен Роуч           | Лоран Финьон             | Фредерик Вишо     |          |
| 1986               | Ники Рюттиман         | Шарли Мотте              | Клод Крикельон    |          |
| 1987               | Режи Клери            | Эрик Буайе               | Ивон Мадьо        |          |
| Route du Sud       |                       |                          |                   |          |
| 1988               | Ронан Пенсек          | Жильбер Дюкло-Лассаль    | Роберт Миллар     |          |
| 1989               | Жильбер Дюкло-Лассаль | Эрик Буайе               | Хесус Монтойя     |          |
| 1990               | Ив Боннамур           | Фредерик Вишо            | Люк Сюкербюк      |          |
| 1991               | Лоран Дюфо            | Филип Лоувиот            | Карлос Галаррета  |          |
| 1992               | Артурас Каспутис      | Фабиан Йекер             | Лоран Бионди      |          |
| 1993               | Эрик Буайе            | Лоран Брошар             | Эрик Ван Ланкер   |          |
| 1994               | Альваро Мехия         | Ришар Виранк             | Шарли Мотте       |          |
| 1995               | Лоран Дюфо            | Кармело Миранда          | Лоран Мадуа       |          |
| 1996               | Лоран Жалабер         | Джузеппе Гуерини         | Йоона Лаукка      |          |
| 1997               | Патрик Джонкер        | Массимо Донати           | Франсуа Симон     |          |
| 1998               | Арман Де лас Куэвас   | Майкл Богерд             | Сантьяго Бланко   |          |
| 1999               | Джонатан Вотерс       | Патрик Джонкер           | Марио Артс        |          |
| 2000               | Томаш Брожина         | Франсиско Мансебо        | Патрис Альган     |          |
| 2001               | Андрей Кивилёв        | Йенс Фогт                | Раймондас Румшас  |          |
| 2002               | Леви Лайфаймер        | Аитор Кинтана            | Андрей Кивилёв    |          |
| 2003               | Майкл Роджерс         | Пьетро Кауччиоли         | Николас Вогонди   |          |
| 2004               | Брэдли Макги          | Санди Касар              | Торстен Хикман    |          |
| 2005               | Санди Касар           | Пшемыслав Немец          | Бенойт Салмон     |          |
| 2006               | Томас Фёклер          | Пьеррик Федриго          | Жюльен Мазе       |          |
| 2007               | Оскар Севилья         | Массимо Гунти            | Маркус Айбеггер   |          |
| 2008               | Дэниэл Мартин         | Кристоф Моро             | Лука Пьерфеличи   |          |
| 2009               | Пшемыслав Немец       | Юлин Лаубет              | Джампаоло Карузо  |          |
| 2010               | Давид Монкутье        | Александр Женье          | Фортунато Бальяни |          |
| 2011               | Василий Кириенко      | Давиде Ребеллин          | Питер Кеннах      |          |
| 2012               | Наиро Кинтана         | Юбер Дюпон               | Антони Шарту      |          |
| 2013               | Томас Фёклер          | Франко Пеллицотти        | Джон Гадре        |          |
| 2014               | Николас Роуч          | Алехандро Вальверде      | Майкл Роджерс     |          |
| 2015               | Альберто Контадор     | Наиро Кинтана            | Пьер Латур        |          |
| 2016               | Наиро Кинтана         | Марк Солер               | Николя Эде        |          |
| 2017               | Сильван Дилье         | Ричард Карапас           | Кенни Элиссонд    |          |
| Route d'Occitanie  |                       |                          |                   |          |
| 2018               | Алехандро Вальверде   | Даниэль Наварро          | Кенни Элиссонд    |          |
| 2019               | Алехандро Вальверде   | Иван Рамиро Соса         | Ригоберто Уран    |          |
| 2020               | Эган Берналь          | Павел Сиваков            | Александр Власов  |          |
| 2021               | Антонио Педреро       | Хесус Эррада             | Оскар Родригес    |          |
| 2022               | Майкл Вудс            | Карлос Родригес          | Хесус Эррада      |          |
| 2023               | Майкл Вудс            | Кристиан Родригес Мартин | Георг Штайнхаузер |          |
| 2024               | отменено              | отменено                 | отменено          | отменено |
| 2025               | Николя Продомм        | Давиде Пиганцоли         | Стефф Крас        |          |

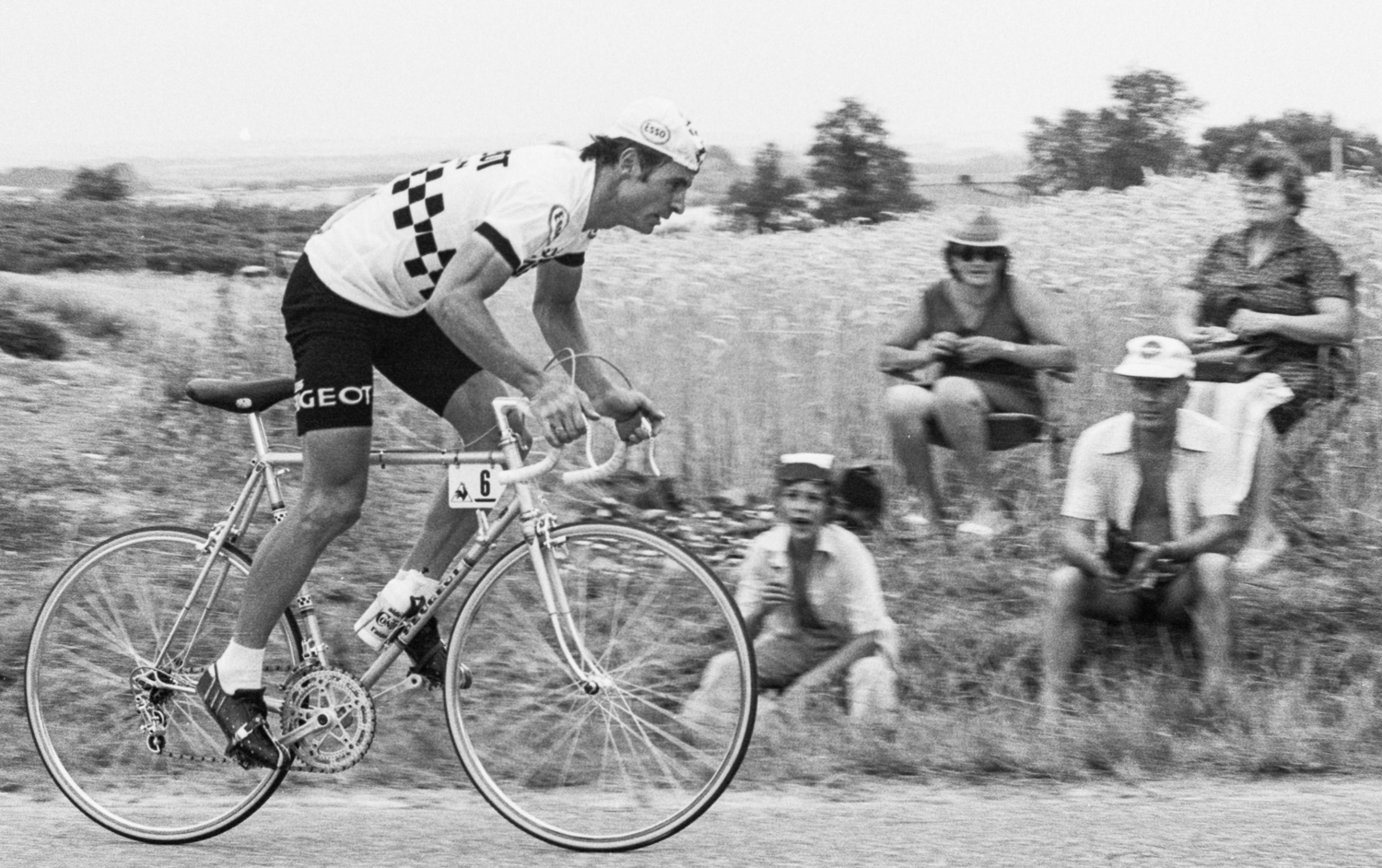
Жак Эскласан, первый победитель гонки в 1977

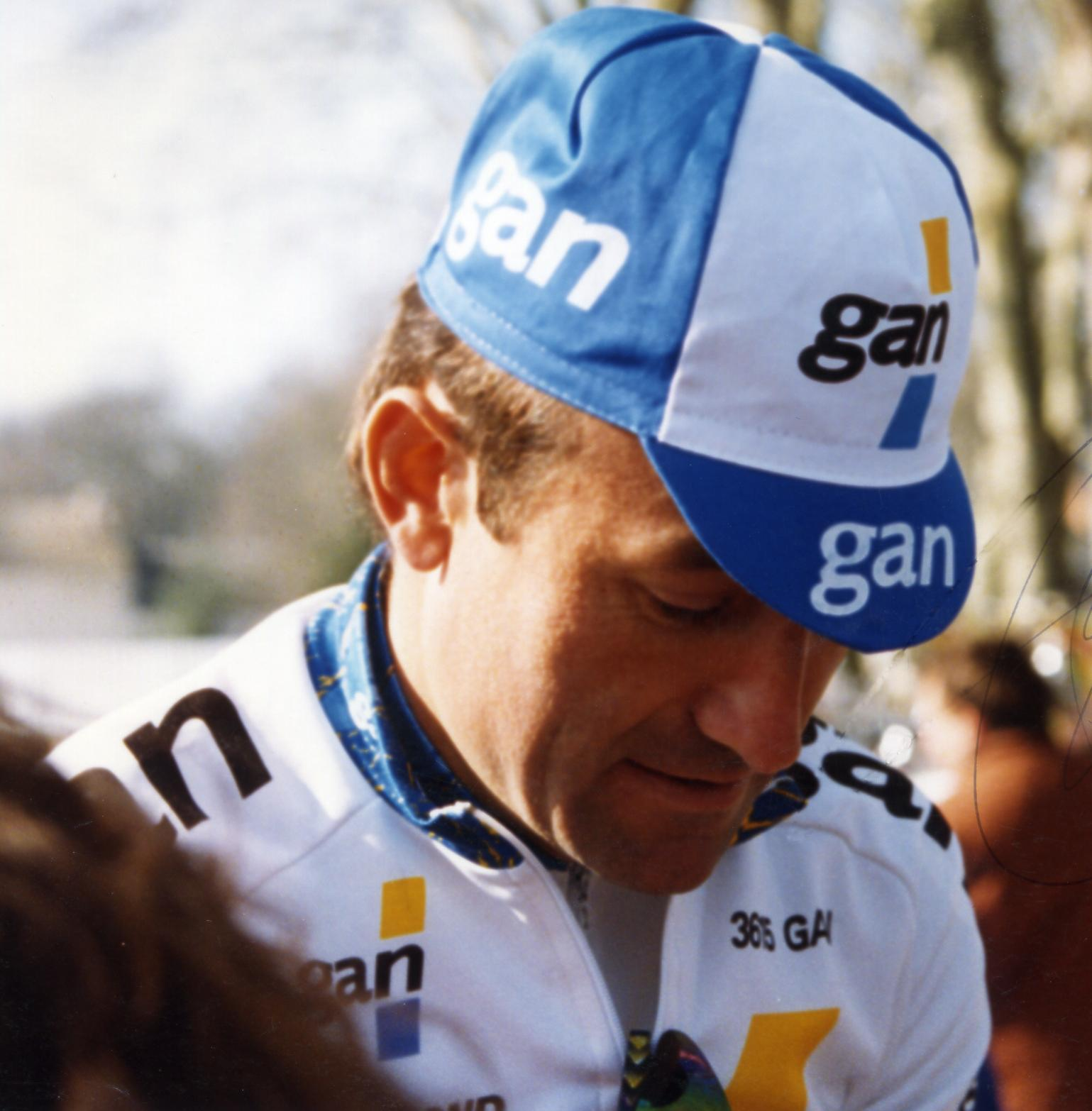
Жильбер Дюкло-Лассаль, победитель гонки в 1980, 1983, 1989

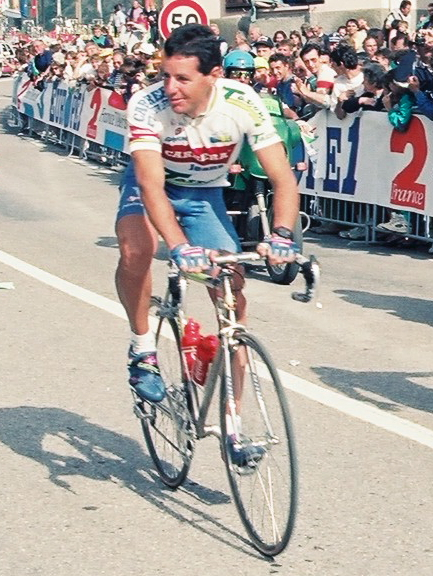
Стивен Роуч, победитель гонки в 1985

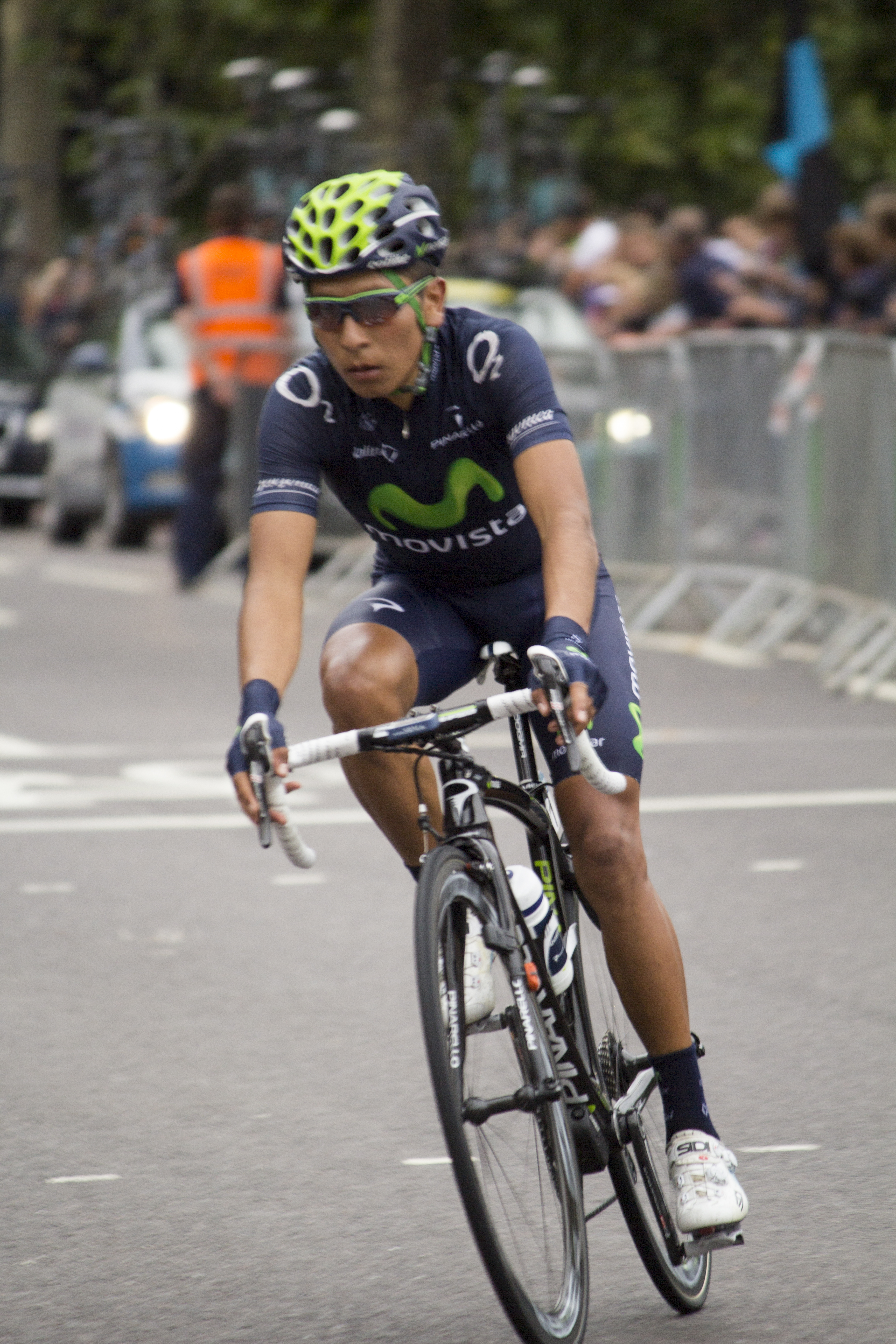
Наиро Кинтана, победитель гонки в 2012, 2016

- В 2002 году победу одержал американец Леви Лайфаймер, но в 2012 году был дисквалифицирован UCI за применение допинга с июня 1999 года по 30 июля 2006 года и с 7 июля по 29 июля 2007 года, все его результаты в этот период были аннулированы. Перераспределения мест не производилось.[11]